# Легенда за синьото море
„Легенда за синьото море“ (на корейски: 푸른 바다의 전설; на английски: The Legend of the Blue Sea) е южнокорейски сериал, който се излъчва от 16 ноември 2016 г. до 25 януари 2017 г. по SBS.

## Сюжет
Внимание:  Текстът по-долу разкрива сюжета на произведението (или части от него)!
Телевизионният сериал е съсредоточен върху любовната история на Хо Джун-Дже, син на богат бизнесмен и русалката Шим Чонг.
Джун-Дже се превръща в умен младеж, който обаче печели парите си по особен начин след развода на родителите си. Той, заедно с двама приятели ограбват хора, придобили парите си нечестно. За целта използват различни схеми, дегизировки, влизат успешно в различни роли и умеят да си играят с ума на хората. При една от акциите, случайно или не, Джун-Дже среща момиче, което видимо е доста объркано от заобикалящия го свят и не помни нищо. Това е русалката на име Шим Чонг.
Фокусирайки се върху прераждането, съдбата и несподелената любов, тяхната приказка е съпоставена с паралелната история на въплъщенията им от епохата на Чосон, градския глава Ким Дам-Ньонг и русалката Се-Хуа. За жалост тогава любовта им завършва трагично, чрез смъртта и на двамата...
Но дали в това прераждане ще успеят най-накрая да бъдат щастливи? Гледайте докрай и разберете!

## Актьори
- Чон Джи-хьон (Cheon Ji Hyun) – Се-Хуа / Шим Чонг
- И Мин-хо (Lee Min Ho)– Ким Дам-Ньонг / Хо Джун-Дже
- Шин Уон-хо – Те-Оу
- Шин Хе-сон – Ча Ши-а
- И Хи-джун – Парк Му

## В България
В България сериалът започва на 1 септември 2021 г. по bTV Lady с дублаж на български език и завършва на 28 септември. На 5 май 2022 г. започва повторно излъчване и завършва 1 юни.